# Eirias Stadium
 (avril 2025).
Si vous disposez d'ouvrages ou d'articles de référence ou si vous connaissez des sites web de qualité traitant du thème abordé ici, merci de compléter l'article en donnant les références utiles à sa vérifiabilité et en les liant à la section « Notes et références ».
L'Eirias Stadium (gallois : Stadiwm Eirias), également connu sous le nom commercial de Stadiwm Zip World, est un stade de rugby à XV situé à Colwyn Bay au Pays de Galles. Stade officiel de l'équipe de RGC 1404 (en) dans le championnat du pays de Galles de rugby à XV, l'infrastructure accueille aussi des matches de l'équipe du pays de Galles de rugby à XV des moins de 20 ans ou lors du tournoi des Six Nations féminin 2018.